# Kenyeri
Kenyeri es un pueblo ubicado en el distrito de Celldömölk, en el condado de Vas, Hungría.

## Superficie
Posee una superficie de 33,96 kilómetros cuadrados.

## Demografía
Hasta 2019 la población era de 798 habitantes, con una densidad de población de 23,50 habitantes por kilómetro cuadrado.